# Аркос, Сантьяго
Сантьяго Аркос Арлеги (исп. Santiago Mariano del Carmen Arcos Arlegui; 22 июля 1822, Сантьяго — 23 сентября 1874, Париж) — чилийский мыслитель, общественный и политический деятель, журналист и писатель, утопический социалист.

## Ранние годы
Аркос был четвёртым и последним сыном родившегося в Испании предпринимателя и революционного военного инженера Антонио Аркоса и Исабель Петронилы Арлеги Родригес.
После падения Бернардо О’Хиггинса в 1823 году родители Аркоса сбежали в Париж, создав там финансовый концерн.

## Возвращение в Чили
Неудовлетворенный жизнью во Франции, получающий там образование Аркос-младший бросает вызов желаниям своего отца, воспринимает идеи Революции 1848 года, вовлекается в революционную политику и в конечном счёте возвращается через Соединенные Штаты в Чили, где связывается с реформистскими элементами в Вальпараисо и активно участвует в политической жизни как член либерального движения (в 1849 году вступил в либеральный «Клуб реформы»).
После революций 1848 года его отец в итоге также последовал за ним, вернувшись в Чили, продолжил там финансовую деятельность и основал первый чилийский банк, который, впрочем, закрылся уже в 1850 году.
Аркос отказался возвращаться в Европу со своим отцом и в марте-апреле 1850 года вместе с Франсиско Бильбао создал «Общество равенства» (Sociedad de Igualidad) — революционной организации, ставившей целью свержение власти землевладельческой олигархии и установление буржуазно-демократического строя; она проложила путь к Чилийской революции 1851 года.
Однако сам Аркос осудил союз с либералами и вышел из общества. После разгрома «Общества равенства» и гражданской войны в Чили в 1852 году он был арестован и выслан из страны. В эмиграции побывал в Перу, Калифорнии (США) и Аргентине, где написал программную работу «Письмо Франсиско Бильбао», в которой изложил проект построения в Чили эгалитарного общества после проведения аграрной, финансовой и политической реформ. Однако его попытки помочь революционным усилиям в Чили оказались тщетны.

## Вновь в эмиграции
В Аргентине участвовал в гражданской войне в 1859 году на стороне либералов, написал на французском языке значительную работу по истории страны. Он также написал трактат La cuestion de los indios: las fonteras y los indios (1860), в котором содержался призыв к военным действиям против коренных народов.
После многих лет революционной деятельности в Южной Америке в 1860 году вернулся в Европу, вновь осев в Париже в 1865 году. Являясь по отцу испанцем, участвовал в выборах 1869 года в Учредительные кортесы от крайне левых — Федеральной демократической республиканской партии. Потерпев неудачу на выборах, уехал в Италию.
После поражения Парижской коммуны 1871 года вернулся в Париж. Когда у него был диагностирован рак горла, он покончил жизнь самоубийством, бросившись в реку Сена в 1874 году.

## Произведения
- Cuentos de tierra adentro o extracto de los apuntes de un viajero, 1849
- L’utilité de vaincre dans les localités de la République Argentine
- Les frontières et les Indiens
- La Plata, une étude historique, 1865
- Sociabilidad chilena